# Anacroneuria ohausiana
Anacroneuria ohausiana és una espècie d'insecte plecòpter pertanyent a la família dels pèrlids.

## Descripció
- Els adults presenten el cap groc ocre i el segment del fèmur groc.
- Les antenes del mascle són marrons i les de la femella probablement grogues.
- Les ales anterior del mascle fan entre 17 i 20 mm de llargària.[5]

## Hàbitat
En el seu estadi immadur és aquàtic i viu a l'aigua dolça, mentre que com a adult és terrestre i volador.

## Distribució geogràfica
Es troba a Sud-amèrica: l'Equador.